# Runhent
Als Runhent oder Runhenda bezeichnet man skaldische Versmaße, in denen sowohl Stabreim als auch Endreim vorkommen. Es handelt sich also nicht um ein feststehendes Versmaß, sondern einen Sammelbegriff, dessen verbindendes Kriterium der Endreim ist. Die Grundlage für die Runhentstrophen bilden meist die beiden häufigsten Versmaße des nordischen Mittelalters – Fornyrðislag und Dróttkvætt.

## Aufbau
Eine Runhentstrophe folgt immer dem Metrum des Versmaßes, auf dem sie aufbaut. Frühe Runhentstrophen verwenden häufig das Fornyrðislag, vermutlich, weil es viele Freiheiten in der Stabstellung lässt und nicht silbenzählend ist. Ein Beispiel für eine solche Strophe findet sich in der „Haupteslösung“ von Egill Skallagrímsson:
| Bregðr broddfleti með baugseti hjǫrleiks hvati, hann's baugskati; Höfuðlausn 18 1-4 | Anvers, Langzeile 1 Abvers Anvers, Langzeile 2 Abvers Gliederung | 4 Silben | Er wirft die Speerfläche (den Schild) mit dem Ringsitz (dem Arm) von sich, der Erreger des Schwertspiels; er ist ein Ringverschwender. Übersetzung von See |  |

Die zugrunde liegenden Versregeln entsprechen dem des Fornyrðislag. Die Stäbe sind regelmäßig nach dem Schema 1 2 || 3 4 verteilt. Das Fornyrðislag neigt häufig zur Viersilbigkeit, die auch in dieser Strophe gegeben ist. Der Endreim wird einfach nur zusätzlich mit eingefügt.
Snorri unterteilt in seiner „Poetik“ die Runhentstrophen nach der Anzahl der Zeilen die durch den Endreim verbunden werden:
- rétt (richtige) oder full (volle) runhendur erstrecken den Reim über alle acht Zeilen (Bsp. Háttatal 80)
- minni (kleinere) runhendur gehen nur noch über vier Zeilen (vgl. oben aufgeführtes Beispiel oder Háttatal 81)
- minzta (kleinste) runhendur binden nur noch zwei Zeilen durch einen Endreim (Bsp. Háttatal 82)

## Verwendung
Die erste Dichtung im Runhent ist die Höfuðlausn von Egill Skallagrímsson. Sie entstand laut der Egils saga 936 am nordhumbrischen Hof von Erik Blutaxt. Das Versmaß wurde für Preislieder (drápa) auf verschiedene Könige verwendet und auffällig häufig für Spottlieder. Das norwegische Runengedicht ist ebenfalls im Runhent verfasst.

## Ursprung des Endreims
Allgemein nimmt man an, dass der Endreim über südliche Dichtungen in den Norden gekommen ist. Auf welchen Wege dies jedoch geschehen ist, bleibt Gegenstand der Diskussion. Egill Skallagrímsson, der als erstes Runhentstrophen dichtete, hat sich nachweislich eine Zeit seines Lebens in England aufgehalten. Dort könnte er mit dem Endreim in Berührung gekommen sein. Aber auch eine germanische Herkunft kann nicht ausgeschlossen werden, da die Skalden durch den Binnenreim längst mit reimenden Silben vertraut waren.